# Kanggye
Kanggye (kor. 강계) – miasto w północno-wschodniej Korei Północnej, nad rzeką Tongno-gang, ośrodek administracyjny prowincji Chagang. Około 252 tys. mieszkańców.
W mieście rozwinął się przemysł maszynowy, środków transportu, drzewny oraz spożywczy.